# أبو القنابل
أبو القنابل (FOAB) وهو سلاح حراري روسي. وبحسب ما ورد فإن القنبلة شبيهة بالقذيفة الأمريكية قنبلة جي بي يو-43/بي التي غالبا ما يطلق عليها بشكل غير رسمي «أم القنابل» مستمدة من المختصر العسكري الرسمي "MOAB".
لذلك سيكون هذا السلاح هو السلاح الأكثر تقليديا (غير النووي) في العالم. ومع ذلك فقد تم التحقيق في صحة مزاعم روسيا بشأن حجم السلاح وقوته من قبل محللي الدفاع الأمريكيين.
تم بنجاح اختبار «أبو القنابل» ميدانياً في 11 سبتمبر 2007. السلاح الجديد هو استبدال عدة أنواع من القنابل النووية الصغيرة في الترسانة الروسية.

## وصف القنبلة
ينتج الجهاز الحراري ما يعادل 44 طن من مادة تي إن تي باستخدام حوالي سبعة أطنان من النوع الجديد من المواد شديدة الانفجار. وبسبب هذا فإن انفجار القنبلة وموجة الضغط لها تأثير مماثل لسلاح نووي تكتيكي صغير.
القنبلة تعمل عن طريق التفجير في الجو. معظم الأضرار تنجم عن موجة صدمة فوق صوتية ودرجات حرارة عالية للغاية. الأسلحة الحرارية تختلف عن الأسلحة المتفجرة التقليدية حيث إنها تولد موجة انفجار أطول وأكثر استدامة مع درجات حرارة أكبر.

## مطالبات
بحسب الجنرال ألكسندر روخين نائب رئيس هيئة الأركان الروسية، فإن القنبلة الجديدة كانت أصغر من ام القنابل لكنها كانت أكثر فتكا لأن درجة الحرارة في مركز الانفجار تبلغ ضعف ذلك. وادعى أن قدرات القنبلة مماثلة للأسلحة النووية ولكن على عكس الأسلحة النووية المعروفة بتداعياتها الإشعاعية فإن استخدام السلاح لا يؤدي إلى الإضرار أو تلويث البيئة خارج دائرة الانفجار.
بالمقارنة يتضح لنا من الجدول بأن أبو القنابل قوته ضعف ام القنابل:
| المؤشر                 | أم القنابل               | أبو القنابل         |
| ---------------------- | ------------------------ | ------------------- |
| الكتلة:                | 10.3 طن                  | 7.1 طن              |
| ما يعادل TNT:          | 11 طن (22,000 lb)        | ≈44 طن (≈88,000 lb) |
| نصف قطر دائرة الانفجار | 150 متر (492 ft)         | 300 متر (984 ft)    |
| التوجيه:               | INS/نظام التموضع العالمي | غلوناس              |

## التحليل والتصديق
يتساءل بعض محللي الدفاع عن غرض القنبلة وما إذا كان يمكن نشرها بواسطة قاذفة توبوليف تي يو-160
. يشير تقرير وايرد 4 إلى أن الصور والفيديو الخاص بالحدث يشير إلى أنه مصمم ليتم نشره من مؤخرة طائرة نقل بطيئة الحركة ويشيرون إلى أن فيديو اختبار القنابل الذي أطلقه الروس لم يظهر أبدا القنبلة والتفجير من نفس الكاميرا. هناك أيضا أسئلة حول نوع المتفجرات التي استخدامها. ونقلوا عن توم بركي وهو عالم أبحاث بارز في معهد باتيل قوله «ليس من الواضح حتى نوع السلاح الذي اختبره الروس.» وهو يتساءل عما إذا كان هذا ما يسميه بعض الخبراء بالمتفجرات في الجو أو إذا كان سلاحا حراريًا.
يقول بيركي إن السلاح الذي تم تصويره في الفيديو يبدو متفجرا للوقود الهوائي بناءً على شكله.وأشار المحلل العسكري الألماني ساشا لانج الذي تحدث في دويتشه فيله إلى وجود اختلافات متعددة في الفيديو الذي تم إصداره وأعرب عن شكوكه.
يقول جون بايك وهو محلل في مؤسسة «جلوبال سيكيوريتي» إنه يعتقد أن السلاح قوي بقدر ما يدعي الروس. ما لا يؤمن به بالضرورة هو أن السلاح جديد. ويقول إن الروس يملكون مجموعة من الأسلحة الحرارية لمدة أربعة عقود على الأقل.
وقال روبرت هيوسون محرر في مجموعة جين للمعلومات، لبي بي سي إنه من المرجح أن أبو القنابل يمثل بالفعل أكبر قنبلة غير نووية في العالم. «يمكنك المجادلة حول الأرقام وكيفية قياس هذا ولكن الروس لديهم تاريخ طويل ومؤكد لتطوير الأسلحة في الطبقة الحرارية».